# Kombi 4
Kombi 4 – czwarty album zespołu Kombi, wydany w roku 1985 nakładem Polskich Nagrań.
Płyta utrzymana w elektronicznym klimacie. Sławomir Łosowski wykorzystał syntezatory Yamaha DX7, Sequential Circuits Prophet-5, MiniKorg-700S oraz Ensoniq Mirage (zastępującego Multimooga), a także moduł klawiszowy Yamaha TX7. Użyto komputera perkusyjnego Yamaha RX11 (z niedużą ilością perkusji Simmonsa). Ograniczono do minimum dźwięk gitary elektrycznej (praktycznie usłyszeć ją można jedynie w niektórych solówkach). Całością sterował komputer Commodore 64. Na płycie słyszalne jest bogactwo różnorodnych dźwięków (zwłaszcza w „Czekam wciąż”). Największe przeboje z tej płyty to m.in.: „Nasze randez vous”, „Za ciosem cios”, „Czekam wciąż”, „Black and White”. Album został nagrodzony złotą płytą.
W 1986 roku dla Programu 2 TVP zrealizowano dwa teledyski do utworów z płyty. Reżyserem wideoklipów „Black and White” i „Nasze randez vous” był Juliusz Machulski, wystąpili w nich aktorzy Jacek Chmielnik i Krzysztof Kiersznowski (bracia z filmów Machulskiego „Vabank” i „Vabank II”).
W 2005 roku album doczekał się reedycji na nośniku CD, którą wydały Polskie Nagrania.

## Lista utworów
Strona A
1. „Kombi Music” (muz. Sławomir Łosowski) – 0:26
2. „Lawina – kamień do kamienia” (muz. i sł. Waldemar Tkaczyk) – 3:35
3. „Black and White” (muz. Grzegorz Skawiński – sł. Jacek Cygan) – 3:36
4. „Szukam drogi” (muz. Sławomir Łosowski – sł. Jerzy Piotrowski) – 4:23
5. „Kim jestem – kim byłem” (muz. Sławomir Łosowski – sł. Marek Dutkiewicz) – 3:46
6. „Zaczarowane miasto” (muz. Sławomir Łosowski) – 5:07

Strona B
1. „Za ciosem cios” (muz. Sławomir Łosowski – sł. Waldemar Tkaczyk) – 4:09
2. „Gdzie tak biegniecie bracia” (muz. Sławomir Łosowski – sł. Jacek Cygan) – 4:42
3. „Nasze randez vous”[a] (muz. i sł. Waldemar Tkaczyk) – 5:45
4. „Czekam wciąż” (muz. Sławomir Łosowski – sł. Waldemar Tkaczyk) – 4:50

## Muzycy
- Sławomir Łosowski – instrumenty klawiszowe, programowanie
- Grzegorz Skawiński – śpiew, gitara, syntezator gitarowy
- Waldemar Tkaczyk – gitara basowa, perkusja
- Jerzy Piotrowski – perkusja